# Il grande Belzoni
Il grande Belzoni è un Extended Play di rock progressivo del gruppo italiano Arti e Mestieri, pubblicato su CD nel 2009. È una medley di 4 pezzi che originariamente doveva essere inserita in un concept album di 17 brani interamente dedicati alla vita dell'esploratore Giovanni Battista Belzoni. A tutto luglio 2016, tale progetto non era ancora stato realizzato.
La musica è stata composta da Beppe Crovella, il tastierista del gruppo, ed i testi sono stati scritti da Marco Zatterin, giornalista e scrittore appassionato di rock. L'opera è ispirata alla biografia dell'esploratore ed egittologo padovano "Il gigante del Nilo. Storia e avventure del Grande Belzoni" scritta dallo stesso Zatterin.

## Tracce
Tutti i testi di Marco Zatterin; tutte le musiche composte da Beppe Crovella e Marco Roagna.
1. "Il figlio del barbiere" — 3:45
2. "Il grande Belzoni" — 4:20
3. "Nel vento e nel tempo" — 4:07
4. "The Barber's Son" — 3:45

## Musicisti
- Iano Nicolò — voce
- Lautaro Acosta — violino
- Marco Roagna — chitarra
- Beppe Crovella — organo Hammond, pianoforte, Mellotron
- Furio Chirico — batteria